# Warcop
Warcop est un village et une commune du district de l'Eden en Cumbria (Angleterre). Il se situe le long de la route A66 approximativement à huit kilomètres de Kirkby Stephen.

## Patrimoine
- Gare : Le village a possédé sa propre gare de 1862 à 1962. La station est maintenant rouverte comme la ligne Eden Valley Railway, qui ouvre la ligne de Appleby-in-Westmorland.

- Warcop abrite également un centre de formation et d'entrainement militaire de grande envergure (près de 10 000 hectares)[1] qui forme les soldats et reçoit en week-end les cadets de l'armée de Cumbrie.

- Église : l'église de St Columba date de l'époque normande. Chaque 29 juin, jour de la St Pierre, une procession a lieu, les jeunes filles portent des couronnes de fleurs et les garçons des croix[2].